# Об'ємний коефіцієнт нафти
Об'ємний коефіцієнт нафти (англ. volumetric oil coeffi cient (ratio); нім. volumetrischer Erdölkoeffi zient m) — параметр, характеризований відношенням об'єму нафти в пластових умовах до об'єму цієї самої нафти після виділення із неї газу на поверхні:
b = Vпл / Vроз
де Vпл − об'єм нафти в пластових умовах; Vроз − об'єм цієї ж нафти за атмосферного тиску і температури t = 20 °С після дегазації.
Об'єм нафти в пластових умовах перевищує об'єм сепарованої нафти в зв'язку з підвищенням пластової температури і вмістом великої кількості розчиненого газу в пластовій
нафті. Однак високий пластовий тиск сам по собі зумовлює
зменшення О.к.н., але позаяк стисливість рідин дуже мала, то
тиск мало впливає на значину О.к.н. Під час спадання початкового пластового тиску до тиску насичення рн об'ємний коефіцієнт нафти дещо зростає у зв'язку з розширюванням
рідини. В точці початку виділяння газу значина його сягає
максимуму, і подальше спадання тиску призводить до виділяння газу з нафти і зменшення об'ємного коефіцієнта. Об'ємний коефіцієнт нафти
визначають експериментально.